# Perversion
Perversion è un film del 2010 diretto da Chris Moore.
Il film è uscito direct-to-video il 15 dicembre 2010.

## Trama
Paralizzato dalla paura di lasciare la sua casa, Ryan McNamara, un adolescente traumatizzato ed agorafobico, si ritrova catapultato in un incubo psico-sessuale dal quale sembra essere impossibile uscirne vivi.

## Produzione
Il film è stato girato con un budget stimato di 500 dollari.

## Scene tagliate
Furono girate alcune scene scolastiche di Ryan ma vennero tagliate in fase di montaggio perché ritenute troppo noiose.
Queste scene ambientate a scuola furono girate nella stessa location usata dal regista per il film Lock In.

## Citazioni cinematografiche
In una scena del film sulla televisione di Ryan è trasmesso il film Lock In, diretto da Chris Moore nel 2007.